# Hibiscus ludwigii
Hibiscus ludwigii là một loài thực vật có hoa trong họ Cẩm quỳ. Loài này được Eckl. & Zeyh. mô tả khoa học đầu tiên năm 1835.